# Acropolitis
Acropolitis is een geslacht van vlinders uit de onderfamilie Tortricinae van de familie bladrollers (Tortricidae). De wetenschappelijke naam van het geslacht is voor het eerst geldig gepubliceerd in 1881 door Edward Meyrick.
De typesoort van het geslacht is Tortrix magnana Francis Walker, 1863.

## Soorten
- Acropolitis canana
- Acropolitis canigerana
- Acropolitis ergophora
- Acropolitis excelsa
- Acropolitis hedista
- Acropolitis magnana
- Acropolitis malacodes
- Acropolitis ptychosema
- Acropolitis rudisana